# Marián Čišovský
Marián Čišovský (* 2. November 1979 in Humenné, Tschechoslowakei; † 28. Juni 2020) war ein slowakischer Fußballspieler. Der Innenverteidiger bestritt 341 Spiele in der slowakischen Corgoň liga, der rumänischen Liga 1 und der tschechischen Gambrinus Liga. Ab Sommer 2011 stand er bei Viktoria Pilsen unter Vertrag.

## Karriere

### Verein
Die Karriere von Marián Čišovský begann in seiner Heimatstadt Humenné beim dortigen Erstligisten 1. HFC Humenné in der Saison 1996/97. Kam er zunächst nur selten zum Zuge, wurden seine Einsätze in den folgenden Jahren häufiger, ehe er sich schließlich zum Stammspieler durchsetzte.
Im Jahr 1999 erhielt Čišovský die Gelegenheit zum slowakischen Spitzenklub AŠK Inter Bratislava zu wechseln. Nach Anlaufschwierigkeiten in seiner ersten Saison, die mit dem Gewinn der Meisterschaft abgeschlossen wurde, konnte er sich in der folgenden Spielzeit einen Stammplatz erobern und mit seinem Verein den Titel verteidigen. In beiden Jahren gewann er zudem den slowakischen Pokal. In den folgenden Jahren konnte Inter nicht mehr an diese Erfolge anknüpfen und fiel nach und nach ins Mittelfeld zurück. In der Saison 2003/04 befand sich der Verein schließlich im Abstiegskampf und Čišovský wechselte zu Beginn der neuen Spielzeit zum amtierenden Meister MŠK Žilina.
Mit Žilina konnte Čišovský zwar den Titel nicht verteidigen und landete hinter Artmedia Bratislava nur auf dem zweiten Rang, er fiel in dieser Spielzeit mit sechs Treffern erstmals als Torschütze auf. Mitte der Saison 2005/06 verließ er Žilina und kehrte zum FC Artmedia Petržalka in die Hauptstadt zurück. Nach zwei zweiten Plätzen gewann er mit der Meisterschaft 2008 und dem Pokalsieg im selben Jahr sein drittes Double.
Nach diesem Erfolg verließ Čišovský sein Heimatland und heuerte beim FC Timișoara in der rumänischen Liga 1 an. Auch mit seinem neuen Verein spielte er um die Meisterschaft mit und beendete die Saison 2008/09 als Vizemeister hinter Unirea Urziceni. In der nachfolgenden Spielzeit kam er verletzungsbedingt nur selten zum Einsatz, konnte sich aber mit Beginn der Saison 2010/11 seinen Stammplatz im Team der Westrumänen zurückerobern. Am Saisonende stand hinter Oțelul Galați erneut die Vizemeisterschaft.
Da seinem Verein die Zulassung für die Spielzeit 2011/12 verwehrt worden war, wechselte Čišovský im Sommer 2011 zum amtierenden tschechischen Meister Viktoria Pilsen. Mit seinem neuen Team konnte er den Titelgewinn 2013 wiederholen und beendete seine Karriere nach der Saison 2014/15.
Čišovský litt seit 2014 an der Nervenkrankheit ALS und erlag dieser Krankheit am 28. Juni 2020 im Alter von 40 Jahren.

### Nationalmannschaft
Čišovský bestritt zwischen 2002 und 2009 insgesamt acht Spiele für die slowakische Fußballnationalmannschaft. Nach drei Jahren Pause kehrte er im Jahr 2012 ins Nationalteam zurück.

## Erfolge
- Slowakischer Meister: 2000, 2001, 2008
- Slowakischer Pokalsieger: 2000, 2001, 2008
- Tschechischer Meister: 2013, 2016